# كوسي أغاسا
كوسي أغاسا (بالفرنسية: Kossi Agassa)‏ ( 2 يوليوز 1978 بلومي، توغو) حارس مرمى منتخب توغو لكرة القدم. حاليا أغاسا لا يلعب لفريق معين  لكن تتم مناداته للعب مع الفريق الوطني.

## روابط خارجية
- كوسي أغاسا على موقع رابطة كرة القدم الفرنسية للمحترفين (الإنجليزية)
- كوسي أغاسا على موقع قاعدة بيانات كرة القدم.إي يو (الإنجليزية)
- كوسي أغاسا على موقع ناشيونال فوتبول تيمز (الإنجليزية)
- كوسي أغاسا على موقع Soccerway.com (الإنجليزية)
- كوسي أغاسا على موقع عالم كرة القدم.نت (الإنجليزية)
- كوسي أغاسا على موقع AS.com (الإسبانية)